# متحف تاريخ السينما
متحف تاريخ السينما (متحف دبي للصور المتحركة سابقًا) هو متحف في دبي، الإمارات العربية المتحدة، 
يحتوي المتحف على معرض دائم يركز على عصور ما قبل التاريخ للسينما، افتتحه الشيخ ماجد بن محمد بن راشد آل مكتوم، رئيس هيئة دبي للثقافة والفنون، في 14 يناير 2014. يعرض المتحف مجموعة أثرية بالتعاون مع بيير باتو. يغطي متحف تاريخ السينما بتطور الترفيه المرئي من خلال مجموعة من أكثر من 300 قطعة أثرية مثل أجهزة الرسوم المتحركة المبكرة ( منظار التطبيق العملي، زوتروب، ميوتوسكوب).

## صالة عرض

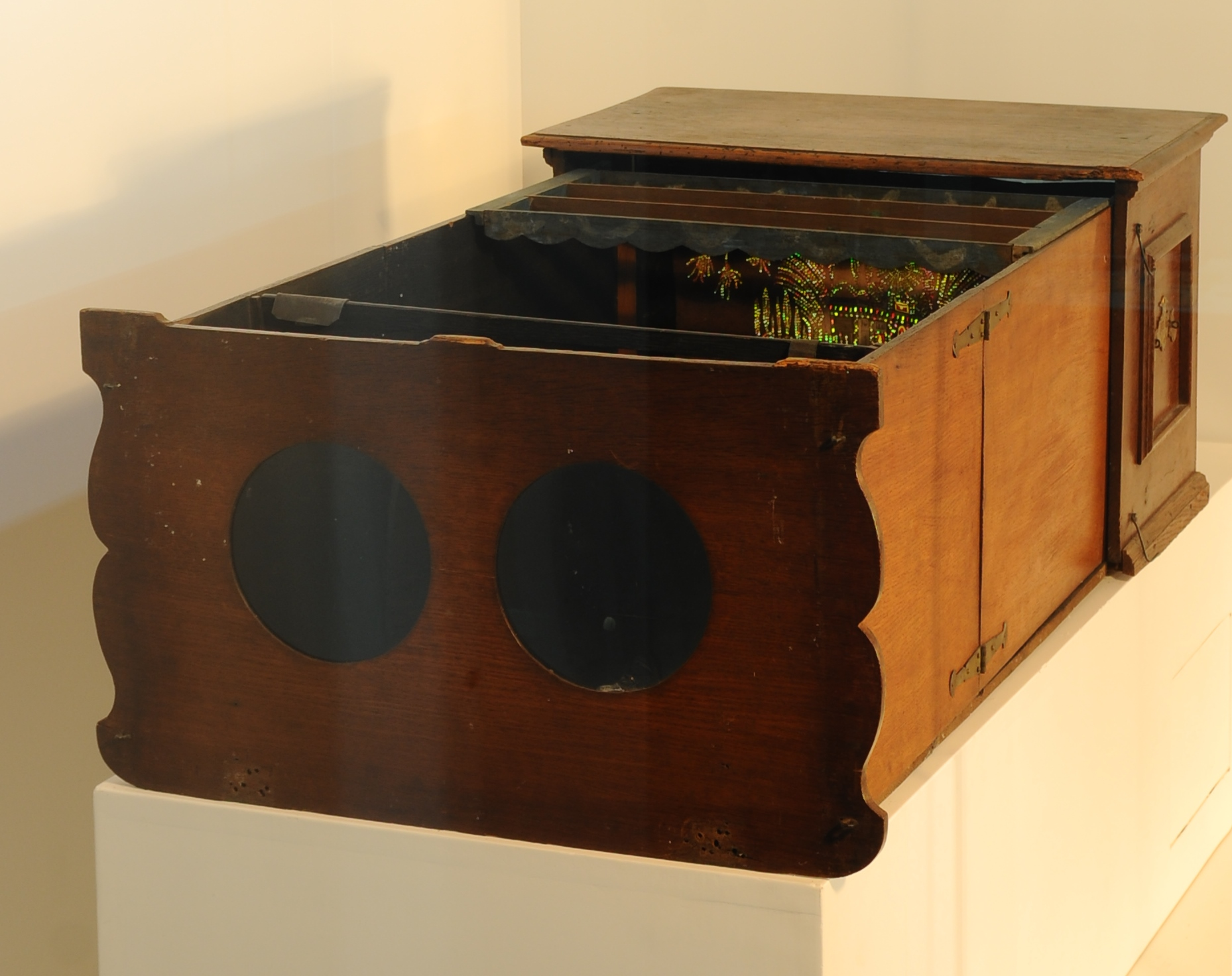
صندوق بيب بوكس الهولندي من منتصف القرن الثامن عشر معروض في متحف تاريخ السينما.
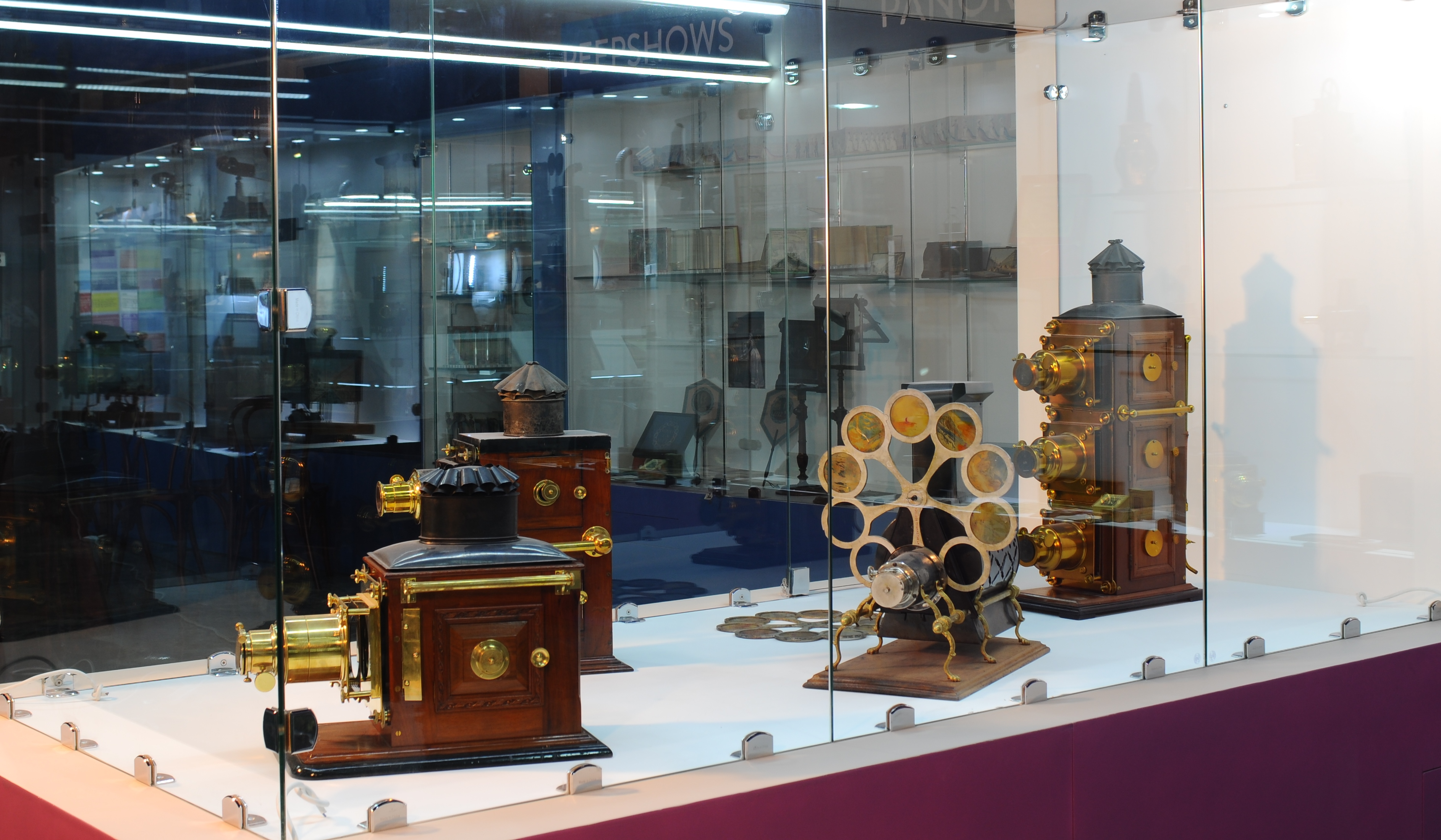
فوانيس سحرية احترافية معروضة في متحف تاريخ السينما.
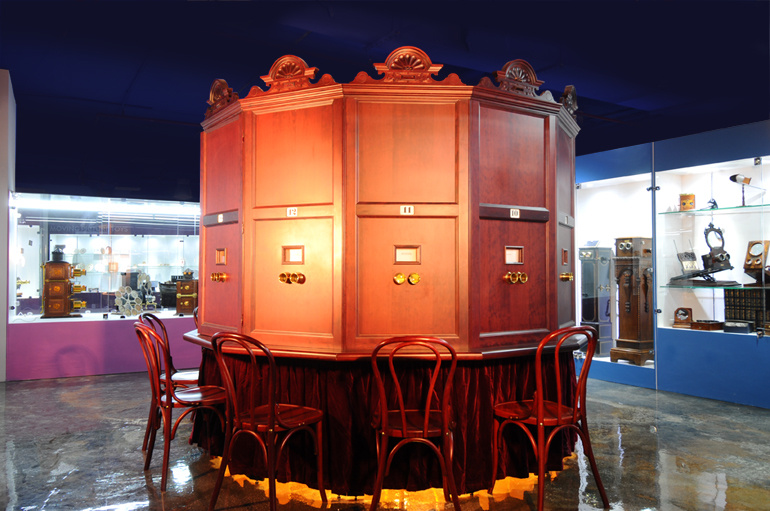
كايسر بانوراما داخل متحف تاريخ السينما.
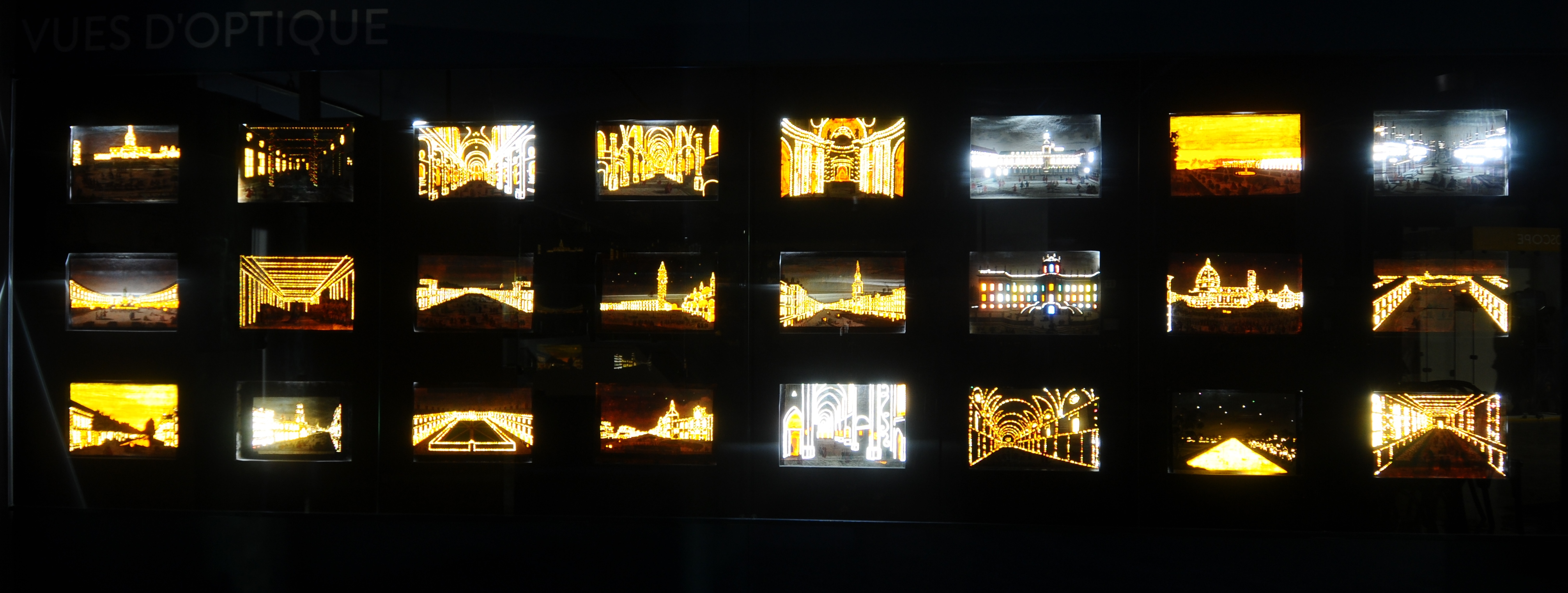
"مناظر بصرية" معروضة على جدار متحف تاريخ السينما.
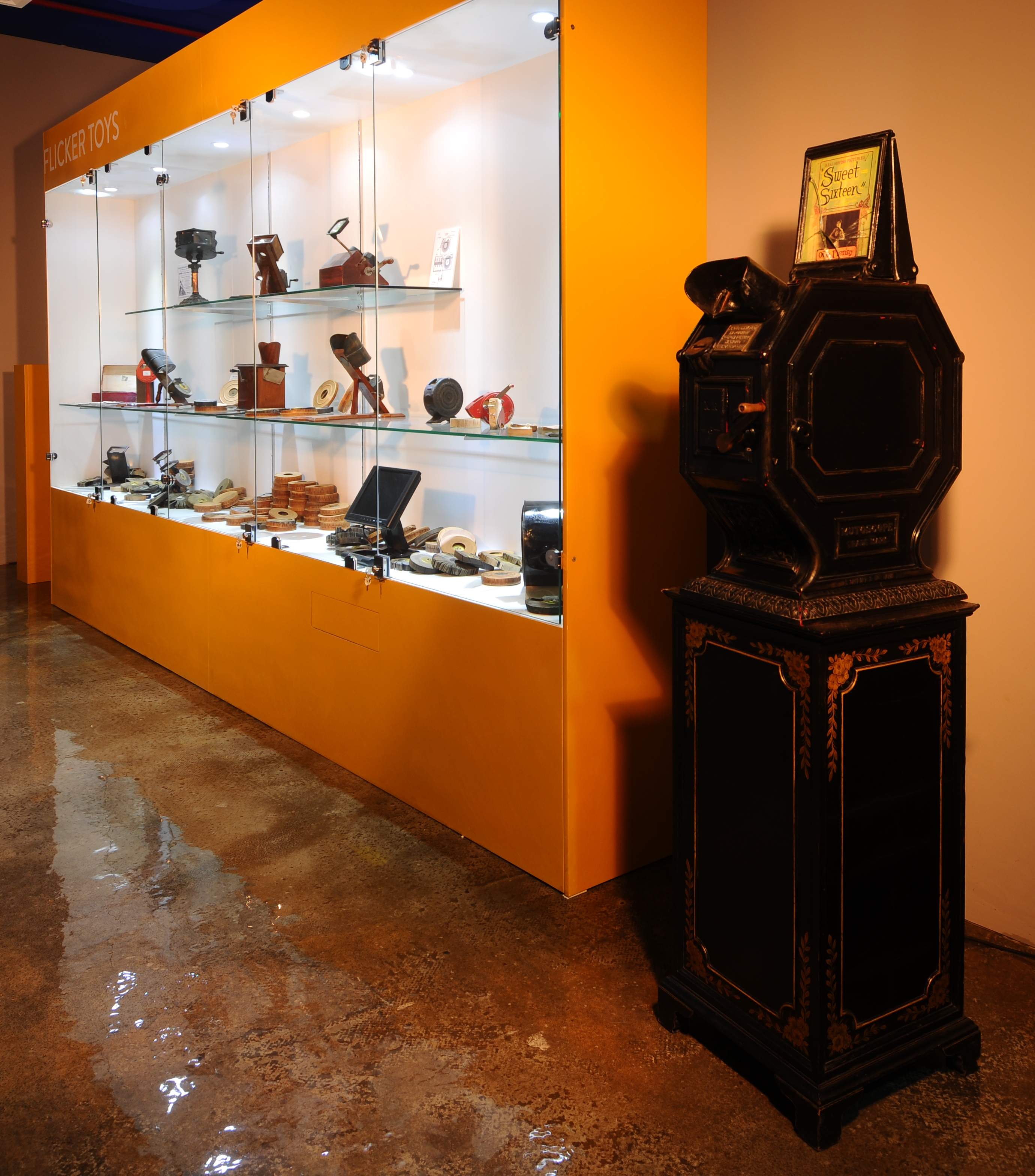
منظار غومونت موتوسكوب النادر من عام 1897 وقسم وميض اللعب في متحف تاريخ السينما.
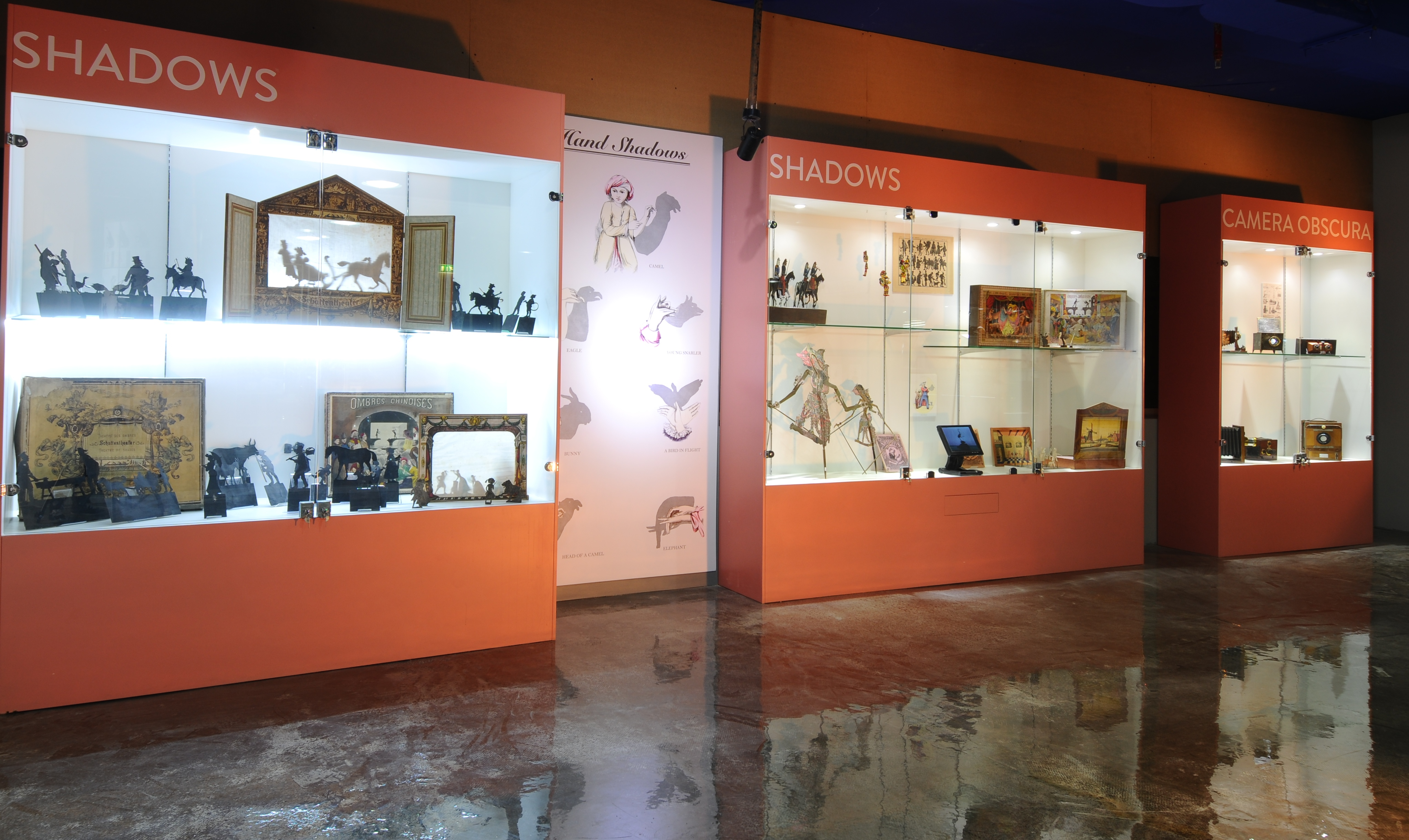
مسارح الظلال والدمى داخل متحف تاريخ السينما.
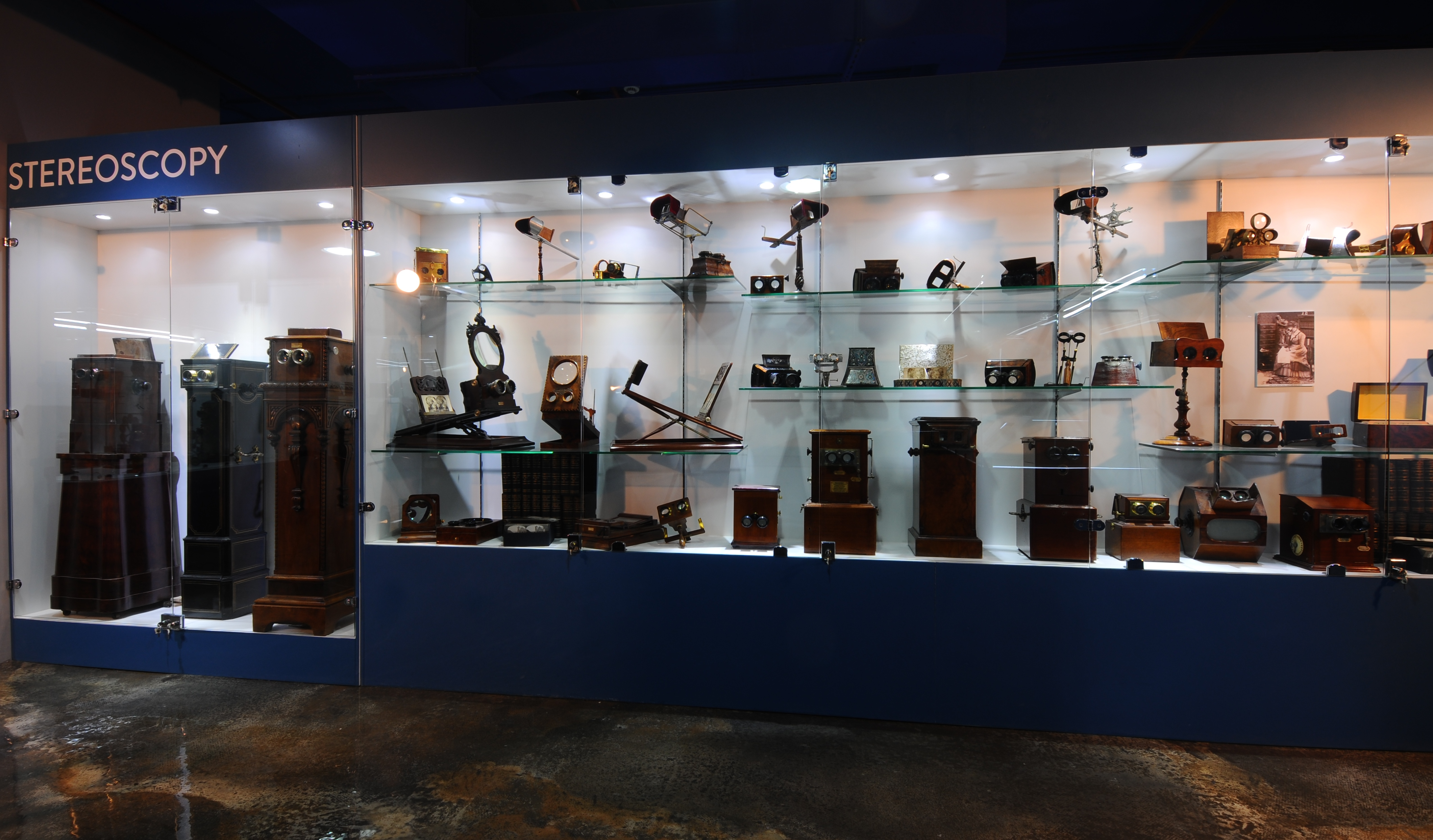
قسم التنظير المجسم المهم في متحف تاريخ السينما.
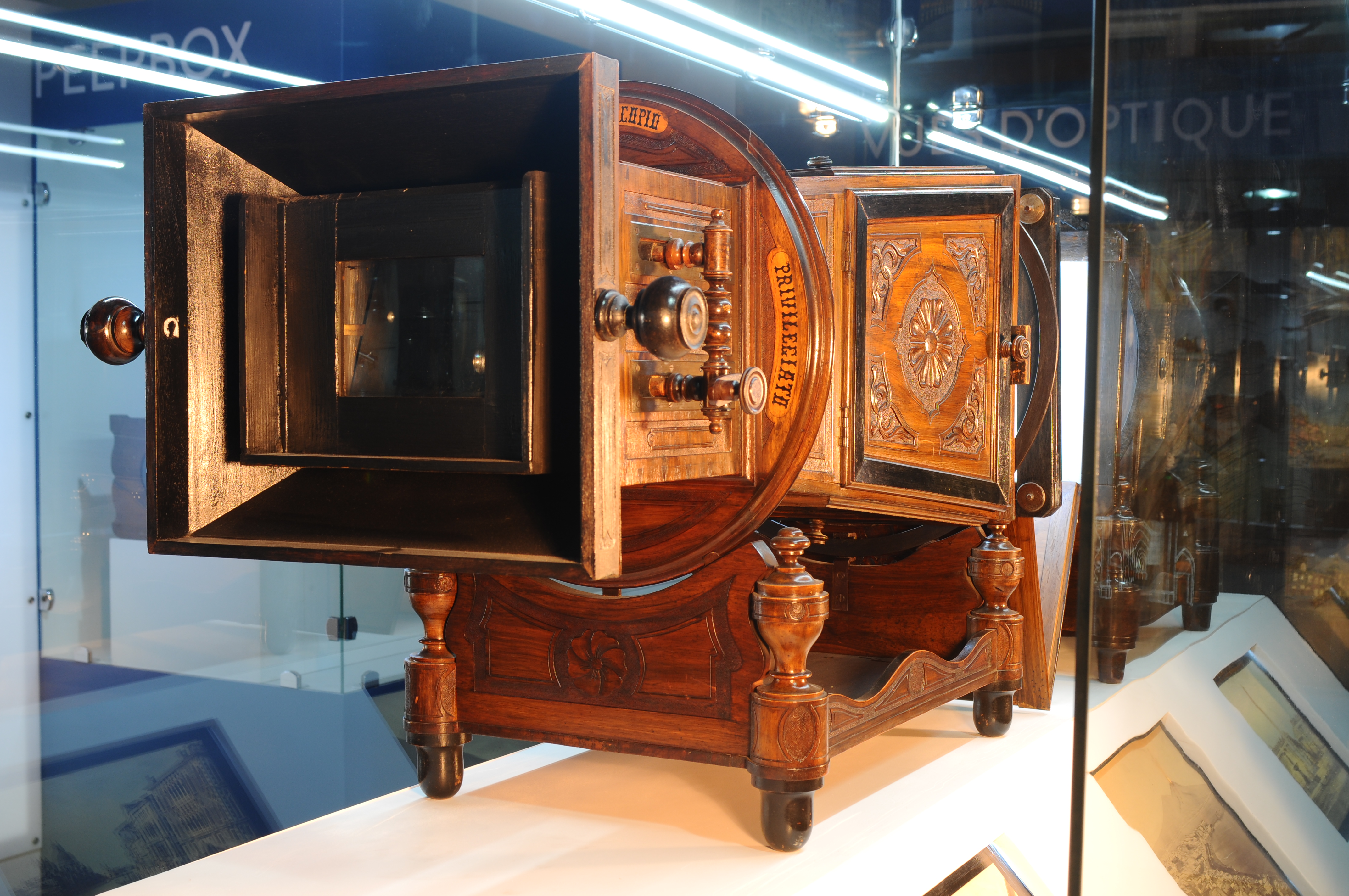
ميغاليثوسكوب إيطالي من منتصف القرن التاسع عشر معروض في متحف تاريخ السينما.
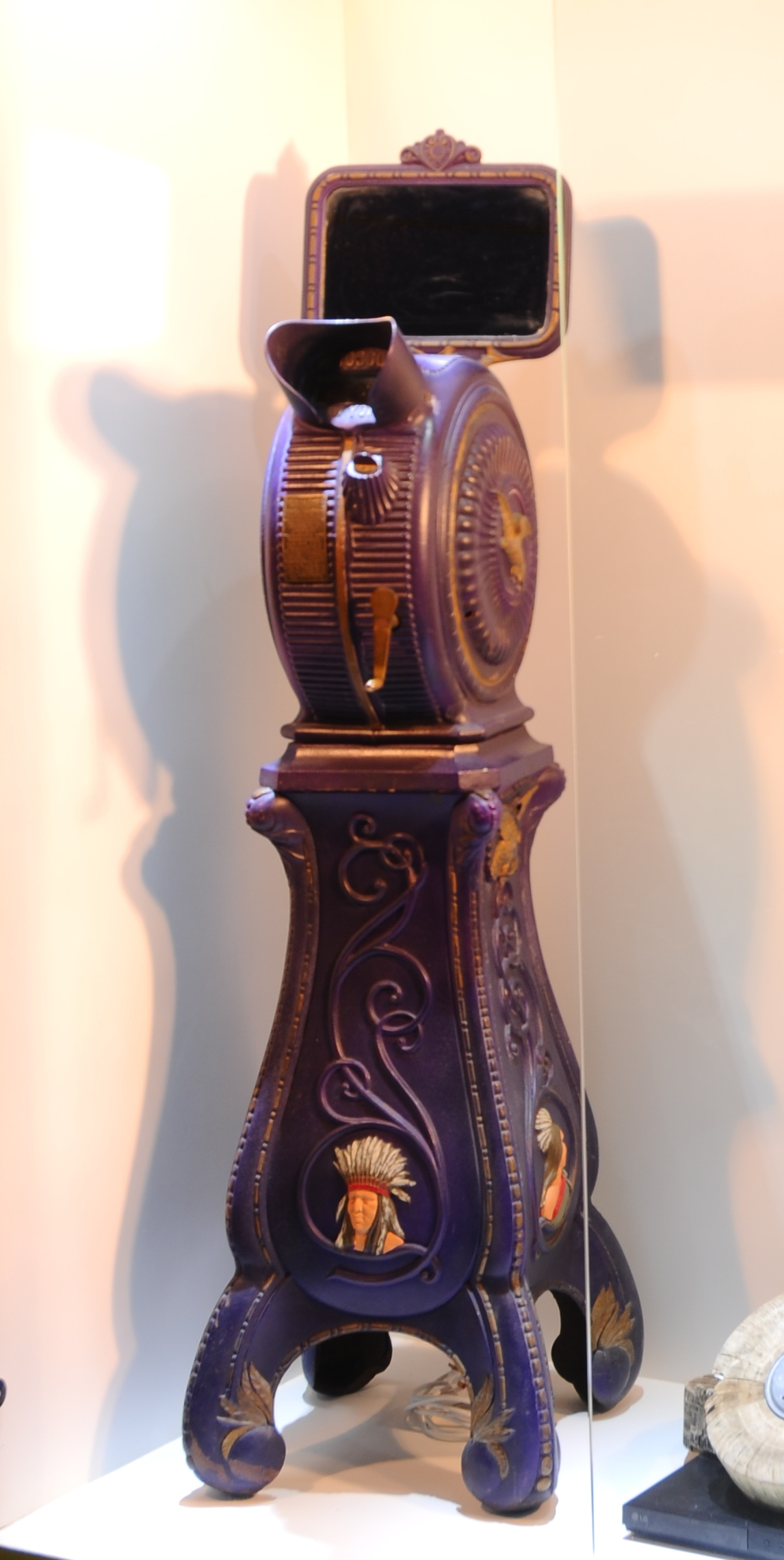
قطعة نادرة جدا: موتوسكوب "الهندي"، في متحف تاريخ السينما.

## روابط خارجية
- موقع المتحف